# Caecomyces equi
Caecomyces equi är en svampart som beskrevs av J.J. Gold 1988. Caecomyces equi ingår i släktet Caecomyces och familjen Neocallimastigaceae.   Inga underarter finns listade i Catalogue of Life.